# Сото, Сесар
Сесар Сото Эскивель (исп. César Soto Esquivel; род. 17 сентября 1971, Лердо) — мексиканский боксёр, представитель полулёгкой и второй легчайшей весовых категорий. Выступал на профессиональном уровне в период 1986—2011 годов, владел титулом чемпиона мира по версии Всемирного боксёрского совета (WBC).

## Биография
Сесар Сото родился 17 сентября 1971 года в городе Лердо штата Дуранго, Мексика.
Дебютировал в боксе на профессиональном уровне в марте 1986 года, отправив своего соперника в нокаут в первом же раунде. Выходил на ринг сравнительно часто, выигрывая большинство поединков.
Имея в послужном списке 25 побед и только 4 поражения, в 1991 году Сото удостоился права оспорить титул чемпиона мира в легчайшей весовой категории по версии Всемирной боксёрской организации (WBO), который на тот момент принадлежал англичанину Дюку Маккензи (29-2). Противостояние между ними продлилось все отведённые 12 раундов, в итоге судьи единогласным решением отдали победу Маккензи.
В 1992 году Сото завоевал титул Континентальной Америки по версии Всемирного боксёрского совета (WBC), становился обладателем титулов чемпиона Мексики во втором легчайшем и полулёгких весах — неоднократно защищал полученные чемпионские пояса, в частности взял верх над непобеждённым соотечественником Хосе Луисом Кастильо (18-0), будущим чемпионом мира.
В 1994 году заполучил титул чемпиона Североамериканской боксёрской организации (NABO), однако вскоре его впечатляющая победная серия прервалась — последовало поражение раздельным судейским решением от Алехандро Гонсалеса (32-2).
Одержав несколько побед в США в рейтинговых поединках, в 1996 году Сото получил возможность побороться за титул чемпиона мира WBC в полулёгком весе. Он отправился на Филиппины и встретился с местным чемпионом Луисито Эспиносой (38-7) — боксёры провели на ринге все 12 раундов, Эспиноса выглядел лучше и победил единогласным решением, сохранив за собой пояс.
Сото продолжал активно выходить на ринг, выиграл у всех последующих соперников и в 1999 году добился повторной встречи с Эспиносой (44-7), который всё это время удерживал титул чемпиона мира. На сей раз ему удалось перебоксировать филиппинца и забрать чемпионский титул себе.
Тем не менее, Сесар Сото оставался чемпионом не долго, уже во время первой защиты в том же году он в объединительном поединке уступил по очкам действующему чемпиону WBO Насиму Хамеду (32-0).
В дальнейшем карьера Сото резко пошла на спад, он проигрывал большинство своих боёв, хотя среди его соперников в это время были довольно известные боксёры, как то Оскар Лариос (37-2-1), Джонни Тапиа (49-2-2), Орландо Салидо (23-9-2), Мигель Роман (16-0), Гамалиэль Диас (31-9-2) и др.
Завершив карьеру в 2011 году, в общей сложности Сесар Сото провёл на профи-ринге 90 боёв, из них 63 выиграл (в том числе 43 досрочно), 24 проиграл, тогда как в трёх случаях была зафиксирована ничья.